# Svartåns dämningsområde
Svartåns dämningsområde är en sjö i Mjölby kommun i Östergötland och ingår i Motala ströms huvudavrinningsområde. Sjön har en area på 0,371 kvadratkilometer och ligger 93,1 meter över havet. Sjön avvattnas av vattendraget Svartån.

## Delavrinningsområde
Svartåns dämningsområde ingår i det delavrinningsområde (647470-146400) som SMHI kallar för Ovan Skenaån. Medelhöjden är 91 meter över havet och ytan är 43,73 kvadratkilometer. Räknas de 178 avrinningsområdena uppströms in blir den ackumulerade arean 2 511,09 kvadratkilometer. Svartån som avvattnar avrinningsområdet har biflödesordning 2, vilket innebär att vattnet flödar genom totalt 2 vattendrag innan det når havet efter 99 kilometer. Avrinningsområdet består mestadels av skog (18 procent), öppen mark (12 procent) och jordbruk (68 procent). Avrinningsområdet har 0,37 kvadratkilometer vattenytor vilket ger det en sjöprocent på 0,8 procent. Bebyggelsen i området täcker en yta av 0,24 kvadratkilometer eller 1 procent av avrinningsområdet.